# Al-Asad (Syria)
Al-Asad (arab. الأسد) – wieś w Syrii, w muhafazie Aleppo, w dystrykcie Ajn al-Arab. W 2004 roku liczyła 538 mieszkańców.